# 1 Warszawski Batalion Rozpoznawczy

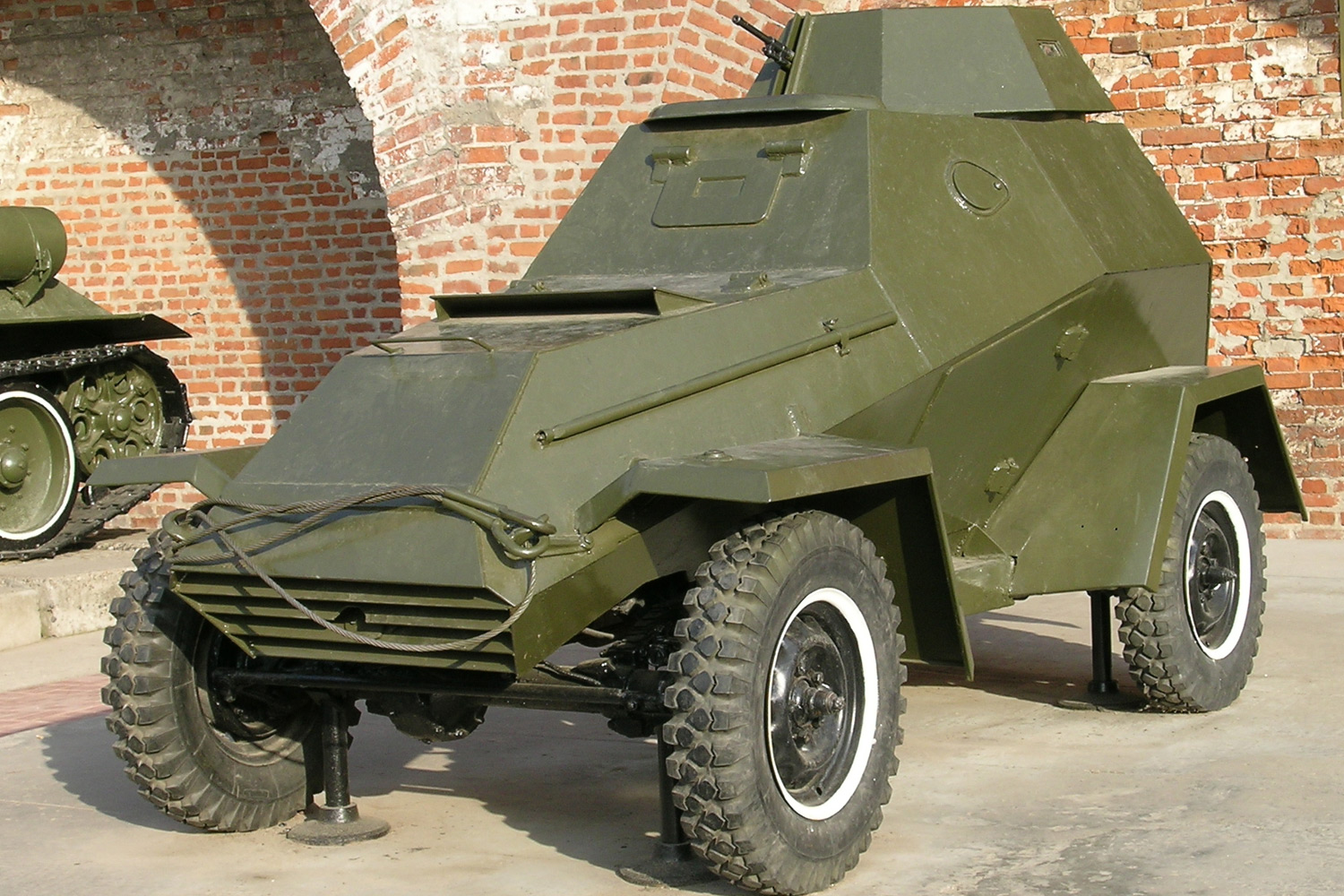
Samochód pancerny BA-64

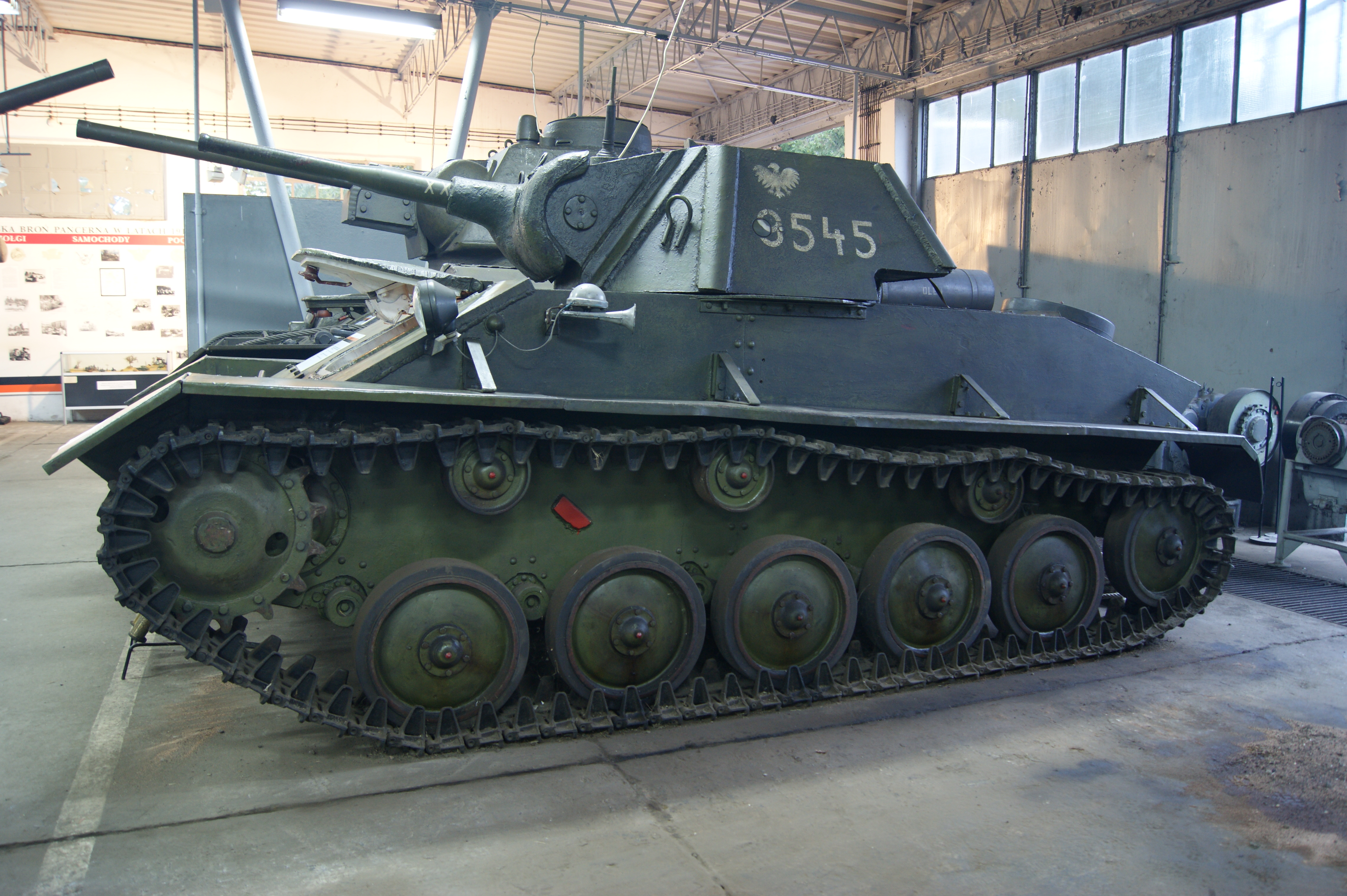
czołg lekki T-70

1 Warszawski Batalion Rozpoznawczy – samodzielny pododdział rozpoznawczy ludowego Wojska Polskiego.
Sformowany w obozie sieleckim na mocy rozkazu dowódcy 1 Korpusu Polskiego w ZSRR z 19 sierpnia 1943.
Żołnierze batalionu złożyli przysięgę w obozie sieleckim 11 listopada 1943.

## Dowódcy batalionu
W okresie wojny:
- kpt Leon Lisowski (4 września 1943 r. – 28 stycznia 1944 r.)
- mjr Franciszek Kutasiewicz (28 stycznia – 29 września 1944 r.)
- kpt. Edward Smerczko (29 września 1944 r. – 6 marca 1945 r.)
- p.o. por. Raczkowski (6 – 18 marca 1945 r.)
- kpt. Edward Smerczko (18 marca 1945 r. do końca wojny)

## Struktura batalionu
Etat 04/257
Dowództwo
- kompania piechoty zmotoryzowanej
- kompania czołgów T-70
- kompania samochodów pancernych BA-64
- plutony: motocyklistów, łączności
- drużyny: transportowa, remontowa, gospodarcza, sanitarna, administracyjna

## Marsze i działania bojowe
Z obozu sieleckiego batalion przeszedł do m. Muchanino, Rudnia, Suska i w lipcu 1944 roku wyruszył w kierunku frontu przez: Kiryłowe Doły, Jeziorzany, Lityń, Czymkos, Lubomil, Jagodzin, Gotówkę, Chełm, Lublin, Kurów, Żyrzyn osiągając rejon Puław i zakwaterował się w m. Niwa. 8 sierpnia z Niwy udał się do Zakońca w którym przebywał do 13 września. W dniu tym z rozkazu dowództwa wojsk pancernych i zmotoryzowanych 1 Armii WP wyruszył przez Pogorzel, Świerk, Teofilów uczestnicząc w walkach w rejonie Wólka Profeska, Królewski Las, Kempa Konarska, Stara Miłosna. 15 września rozlokował się w Rembertowie i stacjonował tam do 11 stycznia 1945 roku.
Podczas operacji warszawskiej w okresie 12 – 16 stycznia obsadził stanowiska obronne nad Wisłą, a następnie otrzymał zadanie zajęcia Rakowca i Ochoty. W dniach 18 – 25 stycznia pomaszerował do Bydgoszczy przechodząc do obrony, a 27 stycznia zajął obronę w rejonie Koronowa. Został wówczas przydzielony do 1 SBK z którą obsadził stanowiska obronne w Złotowie do 4 lutego, a następnie został ponownie podporządkowany 1 Armii WP.
W czasie walk o przełamanie Wału Pomorskiego batalion zajmował obronę 4 – 10 lutego w Jastrowiu, 10 – 18 lutego w m. Szwecja, 18 lutego – 4 marca w Wałczu, 4 – 6 marca w Mirosławcu, 8 – 11 marca w Sławoborzu. Następnie batalion przeszedł do Gryfic i zgrupował się w Karlinie kontrolując drogi wzdłuż wybrzeża Bałtyku. W dniach 4 – 13 kwietnia przemaszerował do rejonu forsowania Odry przez 1 Armię WP. W dniu 19 kwietnia po sforsowaniu Odry zatrzymał się w Neu Lietziegoricke a następnie przemaszerował do Brüzow przechodząc do obrony.
W operacji berlińskiej batalion grupował się w Birkerwerder, Paaren, Rhinow, Velten i Wandlitz w której zastał go koniec wojny. Po powrocie do kraju na mocy rozkazu Naczelnego Dowódcy WP nr 248 z 19 września 1945 roku batalion został przeformowany według etatu okresu pokojowego, a następnie zgodnie z rozkazem nr 016/org. z 27 stycznia 1947 roku został rozformowany.

## Kamuflaż i oznakowanie wozów
Wozy bojowe malowano farbą olejną koloru ciemnozielonego. Poszczególne pojazdy mogły różnić się odcieniem, a nawet i kolorem. Jeśli okoliczności tego wymagały, malowano pojazdy w nieregularne plamy różnej wielkości i kształtu. Obok podstawowego koloru wykorzystywano brąz, czerń lub piaskowy. Taki sposób malowania stosowano jednak sporadycznie. Zimą wozy bojowe malowano na biało, tzw. bielidłem. Biel nakładano bezpośrednio na ochronną farbę zieloną, przy czym pokrywano nią albo cały pojazd, albo też tylko część jego powierzchni, tworząc nieregularne plamy deformujące kształt. Zamiast farby mogło być używane wapno.
Na wieży malowano orła. Stylizowany, aczkolwiek znacznie uproszczony kształt orła wzorowany był na orle piastowskim. Wysokość orła wahała się od 20 do 40 cm.
Oznakowanie taktyczne
Numery taktyczne batalionu:

kompania czołgów T-70
dowódca — 600
- 1 pluton — 601, 602, 603
- 2 pluton — 604, 605, 606
- 3 pluton — 607, 608, 609

kompania samochodów pancernych BA-64
dowódca — 614
- 1 pluton — 615, 616, 617, 618, 619
- 2 pluton — 620, 621, 622, 623, 624